# Chyba měření
Chyba měření je rozdíl mezi skutečnou hodnotou měřené veličiny a hodnotou zjištěnou měřením. Každé měření je zatíženo určitou chybou a ke správné hodnotě se pouze přibližuje. Během měření se uplatňují vlivy, které se projeví odchylkou mezi skutečnou a naměřenou hodnotou reálně měřené veličiny. Do jaké míry je rozdílnost správné a naměřené hodnoty, závisí na přesnosti měřicího přístroje a přesnosti měřicí metody. Zkoumáním vztahu mezi skutečnou a měřenou hodnotou veličiny se v přírodních vědách zabývá metrologie, v sociálních vědách pak psychometrika.
Skutečná (pravá) hodnota veličiny je hodnota ideální, hodnota zjištěná s nekonečnou přesností a proto ji nelze žádným reálným způsobem poznat.

## Rozdělení chyb měření
Chyby, které vznikají během měření jsou trojího druhu: hrubé, soustavné a náhodné.

### Hrubá chyba
Hrubé (nadměrné) chyby vznikají nepozorností nebo přehlédnutím či poruchou měřícího přístroje, nevhodnou metodou měření, apod. Korigování chyby není možné nebo je neekonomické, je vždy třeba opakovat měření.[zdroj⁠?!]

### Systematická chyba
Soustavná (systematická chyba) je dána přesností (nedokonalostí) měřicího přístroje a měřicí metody, chybu lze buď korigovat (odstranit), nebo určit nestatistickými metodami (z dokumentace výrobce, odhadem...) Při opakovaném měření za stejných podmínek má stálou hodnotu. Není-li udána, uvažujeme hodnotu jedné poloviny nejmenšího dílku měřidla.

### Náhodná chyba měření
Náhodná (statistická) chyba měření vzniká náhodnými rušivými vlivy (otřesy, změnami teplot, tlaku vzduchu atd.) a nedokonalostí našich smyslů. Nahodilou chybu nelze úplně odstranit. Odhadnout ji lze opakovaným měřením a statistickým zpracováním naměřených výsledků.
V případě měření lidských vlastností nelze měření provádět s mnohonásobným opakováním, a proto se používá různých jiných způsobů odhadu chyby měření, založených například na statistickém odhadu reliability testu.

## Nejistota měření
Nejistota měření charakterizuje rozsah hodnot, které lze přiřadit k měřené veličině. Je označována symbolem u.

## Absolutní a relativní chyba měření
Absolutní a relativní chyba měření jsou chyby charakterizující přesnost měřicího přístroje.

### Absolutní chyba měření
Absolutní chyba měření je algebraický rozdíl mezi ukazovanou hodnotou a porovnávanou hodnotou.
- Absolutní chyba = ukazovaná hodnota - porovnávaná hodnota

Lze z ní stanovit absolutní hodnotu (velikost) chyby měření konkrétní naměřené hodnoty přímo v jednotkách měřené veličiny. Je-li absolutní hodnota chyby přičtena a odečtena od naměřené hodnoty, definuje interval, ve kterém se nachází skutečná (pravá) hodnota měřené veličiny.
Příklad: Naměříme-li na displeji ohmmetru 1.00Ω. Vypočítaná chyba měření je ±(0,02 + 0,05) = ±0,07Ω. Což znamená, že skutečná (pravdivá) hodnota odporu bude v rozmezí 0,93-1,07Ω.

### Relativní chyba měření
Relativní chyba měření je poměr absolutní chyby k porovnávané hodnotě. Chyba relativní může být udána v několika tvarech, jako bezrozměrné číslo, v procentech nebo v jednotkách ppm (Parts per million, česky „dílů či částic na jeden milion“).
- Vyjádření v procentech je nejčastější dáno vztahem dx = (Dx / Xs)*(100) [ % ] Jedná se tedy o procentní vyjádření absolutní chyby k měřené hodnotě. Příklady výpočtu pro ohmmetr s uvedenou přesností měření:
  - ±(0,07Ω/1,00Ω)x 100%=7%
  - ±(0,052Ω/0,10Ω)x100%=52%
  - ±(0,00502Ω/0,01Ω)x100%=50.2%

- Bezrozměrné číslo: chyba relativní je dána vztahem dx = Dx / Xs [ - ]

- Vyjádření v jednotkách ppm: chyba relativní je dána vztahem dx = (Dx / Xs) (1 000 000) [ ppm ]

Relativní chyba měření je tedy tím vyšší, čím nižší je měřená hodnota. Tedy když se měřená hodnota blíží k nule relativní odchylka se blíží k nekonečnu.
Pozor! Budeme-li měřit například dokonalý zkrat tedy odpor 0,00 Ω, relativní chyba měření není definována (dělení nulou).

## Základní chyba měření
Základní chyby měření je přístrojem dosahováno za předpokladu, že měřící přístroj je provozován v předepsaných referenčních podmínkách. To znamená, že veškeré veličiny, které mohou nepříznivě ovlivnit přesnost měření, musí mít předepsanou konstantní velikost, popř. je povolen rozptyl jen ve velmi úzkých mezích. Mezi hlavní ovlivňující veličiny obvykle patří okolní teplota, kolísání napájecího napětí přístroje atd. Zjednodušeně lze říci, že základní chyby měření daným přístrojem je dosahováno v laboratorních, přesně definovaných podmínkách.

## Pracovní chyba měření
Pracovní chyba měření platí pro měření prováděná v pracovních podmínkách, oproti základní chybě dosahováno v širším rozsahu pracovních teplot, při větším kolísání napájecího napětí apod. Proto pracovní chyba bývá vyšší než chyba základní. Podle ČSN 61557 může být relativní pracovní chyba měření maximálně 30%.